# Ersange
Ersange är en ort i Luxemburg.   Den ligger i distriktet Grevenmacher, i den södra delen av landet, 11 kilometer öster om huvudstaden Luxemburg. Ersange ligger 216 meter över havet och antalet invånare är 191.
Terrängen runt Ersange är huvudsakligen platt, men den allra närmaste omgivningen är kuperad.  Runt Ersange är det ganska tätbefolkat, med 230 invånare per kvadratkilometer.. Närmaste större samhälle är Luxemburg, 11,3 kilometer väster om Ersange. 
Omgivningarna runt Ersange är en mosaik av jordbruksmark och naturlig växtlighet.